# Toksværd Sogn
Toksværd Sogn 
ist eine Kirchspielsgemeinde (dän.: Sogn)
auf der Insel Sjælland im südlichen Dänemark.
Bis 1970 gehörte sie zur Harde Hammer Herred im damaligen Præstø Amt, danach zur Holmegaard Kommune im Storstrøms Amt, die im Zuge der  Kommunalreform zum 1. Januar 2007 in der Næstved Kommune in der Region Sjælland aufgegangen ist.
Im Kirchspiel leben 1675 Einwohner, davon 857 im Kirchdorf (Stand: 1. Januar 2023).
Im Kirchspiel liegt die Kirche „Toksværd Kirke“.
Nachbargemeinden sind im Westen Holme Olstrup Sogn, im Südwesten Næstelsø Sogn und im Süden Everdrup Sogn, ferner in der benachbarten Faxe Kommune im Osten Kongsted Sogn, im Nordosten Vester Egede Sogn und Bråby Sogn und im Norden Teestrup Sogn.